# Murek z Wampirami

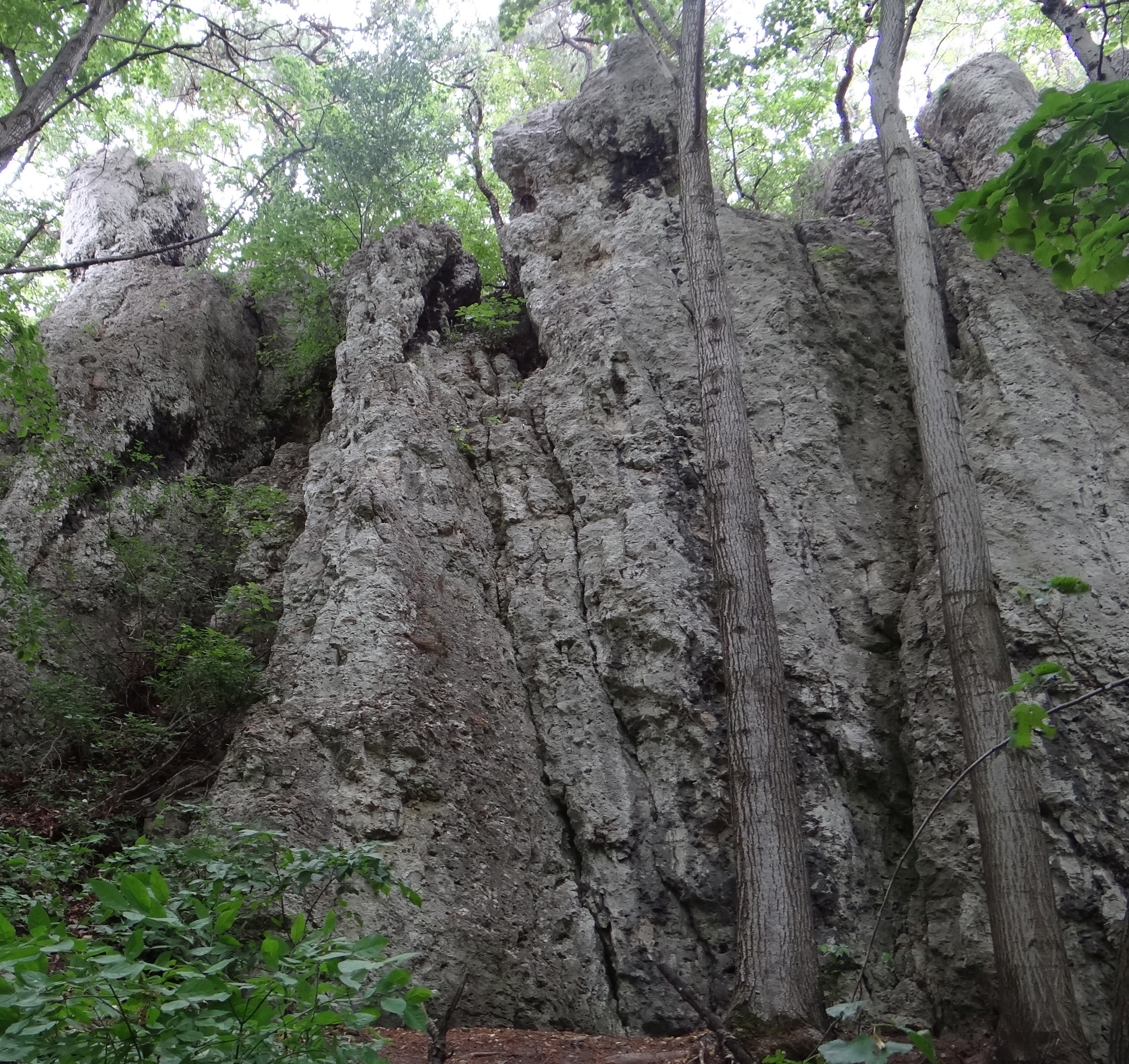

Murek z Wampirami – skała w Wąwozie Ostryszni na Wyżynie Olkuskiej będącej częścią Wyżyny Krakowsko-Częstochowskiej. Wąwozem obok skały prowadzi czarny szlak turystyczny z Imbramowic (parking w centrum wsi) do Glanowa. 
Murek z Wampirami znajduje się w środkowej części grupy skał, zaraz po wschodniej stronie Wielkiej Ostryszniańskiej (przylega do niej). Jest to zbudowana z twardych wapieni skalistych skała o wysokości 12–16 m, ścianach połogich lub pionowych z zacięciem, filarem i kominem. Obok niej stoi oddzielona wąskim przełazem igła skalna. Na Murku z Wampirami uprawiana jest wspinaczka skalna. Jest 12 łatwych dróg wspinaczkowych o trudności od III do V+ w skali Kurtyki oraz 2 projekty. 11 dróg ma stałe punkty asekuracyjne – ringi i stanowiska zjazdowe, tylko trójkowa droga nr 1 jest bez asekuracji. Skała znajduje się w lesie, ściany wspinaczkowe o wystawie południowo-wschodniej i południowo-zachodniej.

## Drogi wspinaczkowe
1. Filigranowy filarek; III,
2. Mięso zostało rzucone; III,
3. Wanta co nie chciała mięsa; V+,
4. Zacięcie bez kłów; III,
5. Krwawy filar; V-,
6. Wampirzyca z San Francisco; III,
7. Księżyc z Transylwanii; IV,
8. Strzyga; IV,
9. Dracula; IV,
10. Nosferatu; IV,
11. Głębokie zaniepokojenie; IV,
12. Hymn niebiańskiej autostrady; IV+[3].

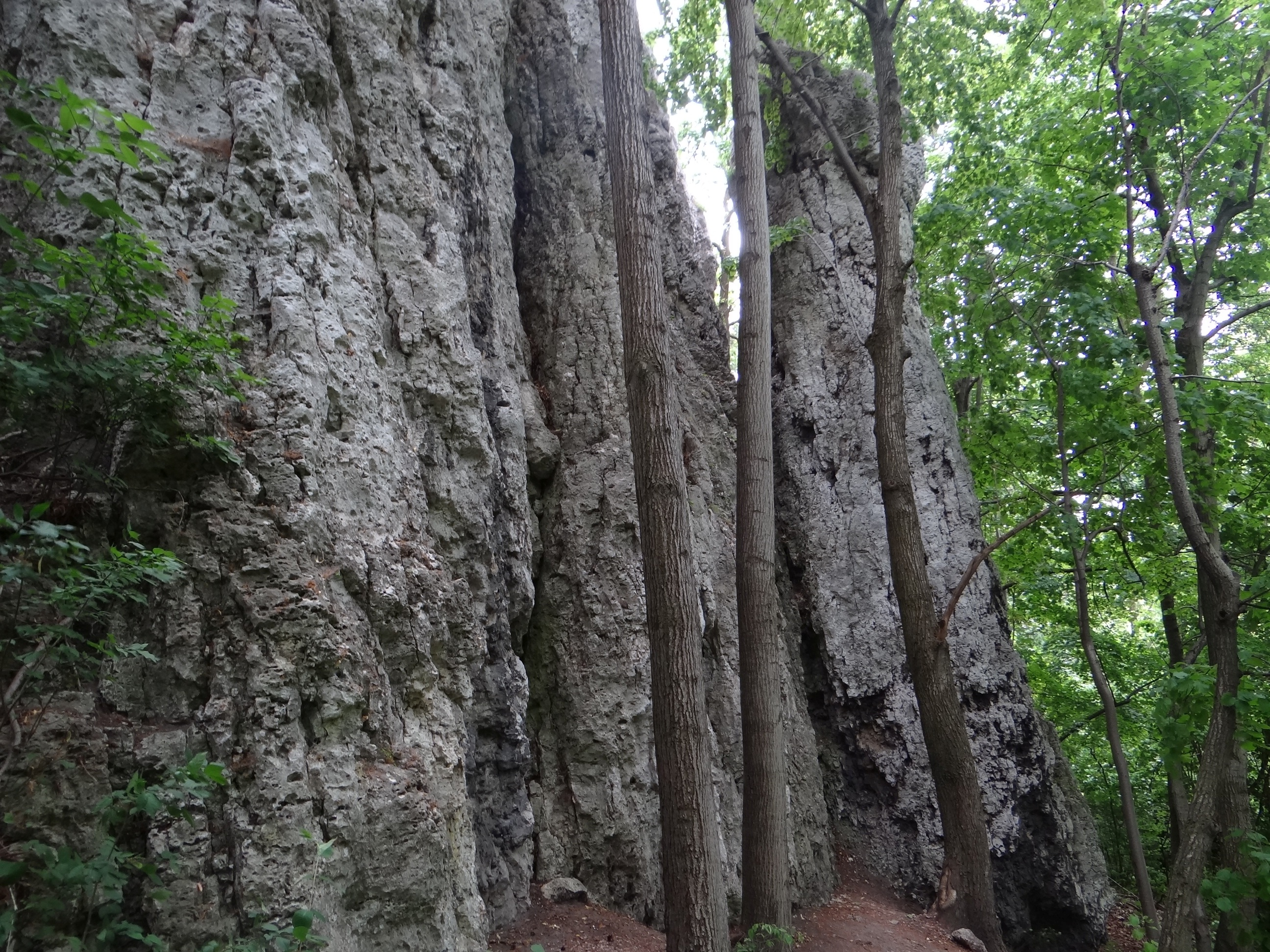